# Férel
Férel település Franciaországban, Morbihan megyében. Lakosainak száma 3445 fő (2022. január 1.). Férel Marzan, La Roche-Bernard, Herbignac, Assérac, Camoël és Arzal községekkel határos.

## Népesség
A település népességének változása:
| Lakosok száma | 1619 | 1891 | 2027 | 2591 | 3109 | 3151 | 3220 | 3318 | 3367 | 3445 |
|               | 1968 | 1982 | 1990 | 2006 | 2013 | 2015 | 2017 | 2019 | 2020 | 2022 |